# Somatochlora hineana
Somatochlora hineana е вид насекомо от семейство Corduliidae. Видът е световно застрашен, със статут Уязвим.

## Разпространение
Разпространен е в САЩ (Илинойс, Мисури, Мичиган и Уисконсин).